# Onze-Lieve-Vrouw-van-Bijstandkapel (Erpe)

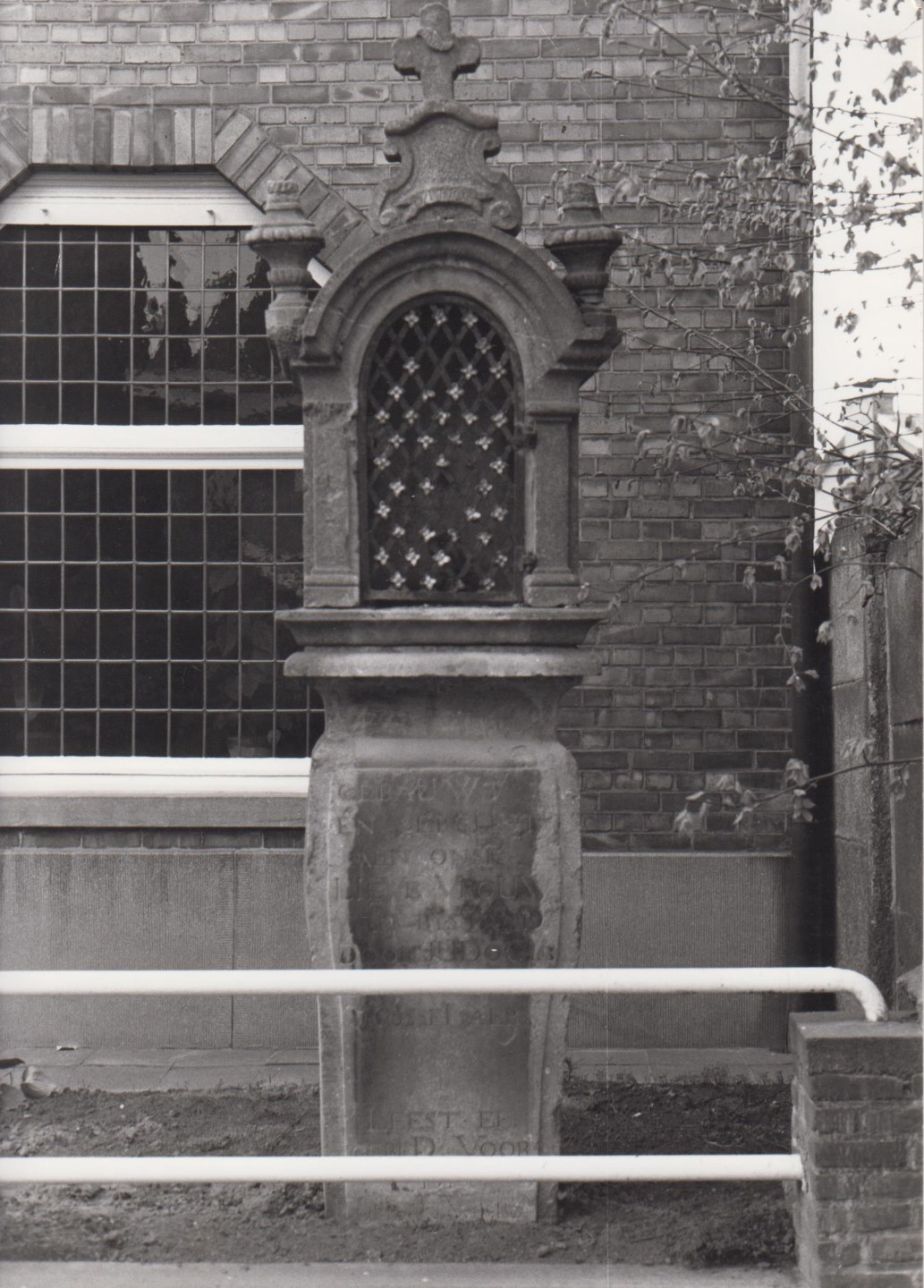
Onze-Lieve-Vrouw-van-Bijstandkapel

De Onze-Lieve-Vrouw-van-Bijstandkapel is een kapel in de tot de Oost-Vlaamse gemeente Erpe-Mere behorende plaats Erpe, gelegen aan de Dorpsstraat.
Het betreft een pijlerkapel van 1770 in barokstijl. Het sierlijk omlijste kapelletje staat op een sokkel uit arduin waarin het volgende chronogram staat gegrift:
```
gebaUWt en VergUNt een onse LieVe VroUWe Van bYstaND Door JUDoCUs en Joannes HasseLaer
.
```

Dit levert 1770 op.